# Малая Романовка (Ленинградская область)
Ма́лая Рома́новка — деревня в Щегловском сельском поселении Всеволожского района Ленинградской области.

## История
РОМАНОВКА — станция Ириновской жел. дороги, 1 двор, 5 м. п., 3 ж. п., всего 8 чел. (1896 год)

В конце XIX — начале XX века деревня административно относилась к Рябовской волости 2-го стана Шлиссельбургского уезда Санкт-Петербургской губернии.

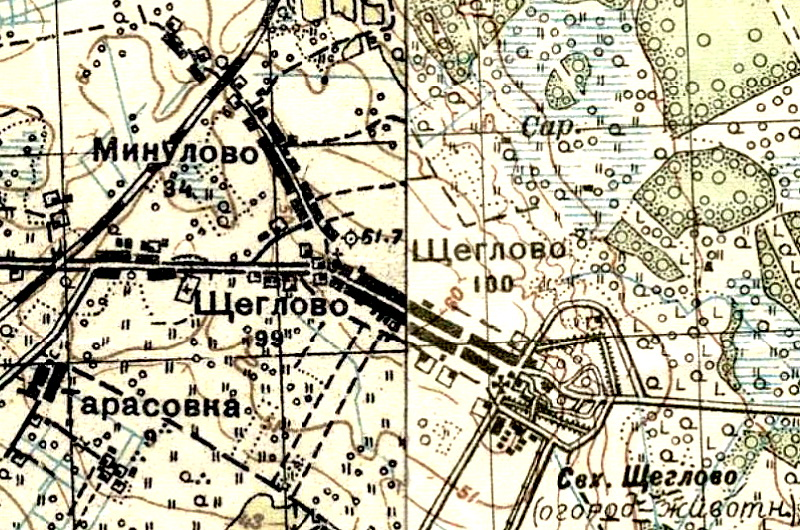
Земли деревни Малая Романовка на карте 1931 года

Согласно топографической карте РККА 1931 года деревня Малая Романовка находилась к западу от деревни Щеглово, близ железнодорожного переезда.
По административным данным 1933 года деревня Малая Романовка относилась к Щегловскому сельсовету Ленинградского Пригородного района.
В 1938 году население деревни Малая Романовка насчитывало 223 человека, из них русских — 158 и финнов — 65 человек. Деревня входила в состав Романовского финского национального сельсовета.
Согласно переписи населения СССР 1939 года:

МАЛАЯ РОМАНОВКА — деревня Романовского сельсовета Всеволожского района, 120 чел. (1939 год)

В 1939 году деревня была передана в состав Щегловского сельсовета.
По данным 1966, 1973 и 1990 годов деревня Малая Романовка входила в состав Щегловского сельсовета.
В 1997 году в деревне проживали 13 человек, в 2002 году — 22 человека (русские — 95%), в 2007 году — 43.
Согласно Всероссийской переписи населения 2010 года в деревне проживал 91 человек.

## География
Деревня находится в центральной части района на автодороге 41К-070 (Магнитная станция — Посёлок имени Морозова), к востоку и смежно с платформой Романовка Ириновского направления Октябрьской железной дороги.
Расстояние до административного центра поселения — 1,5 км.

## Демография
| 1939 | 1997 | 2002 | 2007 | 2010 | 2011 | 2012 | 2017 |
| ---- | ---- | ---- | ---- | ---- | ---- | ---- | ---- |
| 120  | ↘13  | ↗22  | ↗43  | ↗91  | ↘76  | →76  | ↗83  |

### Национальный состав
Согласно данным Всероссийской переписи населения 2021 года в деревне проживали 132 человека, из них:
 русские — 129, украинцы — 2, таджики — 1 человек.

## Инфраструктура
По состоянию на 2021 год Малая Романовка состоит из 86 частных домов, из них газифицированы — 38.

## Памятники
В деревне находится особо охраняемая территория местного значения — братское захоронение ленинградцев, погибших при эвакуации в 1941—1943 гг. (в 500 метрах к востоку от ж/д платформы Романовка, на гражданском кладбище).

## Улицы
Ладожская, Садовая, Солнечная, Цветочная, Центральная.